# CATALOGUE 2005
『CATALOGUE 2005』（カタログ 2005）は、日本のロックバンド、BUCK-TICKの3作目のベストアルバム。バンド結成20周年記念として2005年12月7日にBMGファンハウスよりリリースされた。
初回盤のみハードカバー仕様、オリジナルフォトブックレット付。

## 解説
- レコード会社の枠を越えた初のメンバー選曲によるオールタイム・ベストアルバム。
- 「ICONOCLASM」と「悪の華」は『殺シノ調べ This is NOT Greatest Hits』から再録バージョンが収録されている。同アルバムのバージョンが他のアルバムに収録されたのはこれが初である。
- オールタイムベストと銘打ってはいるが、発売元がBMGであるせいか、ビクター、マーキュリー時代の曲は絶対量に比べ収録数が少ない。マーキュリー時代のシングルは5曲中「ミウ」の1曲のみである。

## 収録曲

### 一覧

#### DISC-1
全編曲: BUCK-TICK。
| #         | タイトル                 | 作詞      | 作曲      | 時間  |
| --------- | ------------------------ | --------- | --------- | ----- |
| 1.        | 「HURRY UP MODE」        | 今井寿    | 今井寿    | 4:07  |
| 2.        | 「SEXUAL×××××!」         | 櫻井敦司  | 今井寿    | 3:30  |
| 3.        | 「PHYSICAL NEUROSE」     | 今井寿    | 今井寿    | 2:51  |
| 4.        | 「JUST ONE MORE KISS」   | 櫻井敦司  | 今井寿    | 4:59  |
| 5.        | 「スピード」             | 櫻井敦司  | 今井寿    | 4:46  |
| 6.        | 「さくら」               | 櫻井敦司  | 今井寿    | 6:11  |
| 7.        | 「JUPITER」              | 櫻井敦司  | 星野英彦  | 4:35  |
| 8.        | 「ANGELIC CONVERSATION」 | 今井寿    | 今井寿    | 5:34  |
| 9.        | 「ICONOCLASM」           | 今井寿    | 今井寿    | 3:52  |
| 10.       | 「悪の華」               | 櫻井敦司  | 今井寿    | 4:15  |
| 11.       | 「ドレス」               | 櫻井敦司  | 星野英彦  | 5:56  |
| 12.       | 「鼓動」                 | 櫻井敦司  | 今井寿    | 6:21  |
| 13.       | 「唄」                   | 櫻井敦司  | 今井寿    | 3:57  |
| 14.       | 「キャンディ」           | 櫻井敦司  | 今井寿    | 4:24  |
| 15.       | 「COSMOS」               | 櫻井敦司  | 今井寿    | 4:59  |
| 16.       | 「MY FUCKIN' VALENTINE」 | 今井寿    | 今井寿    | 4:34  |
| 17.       | 「ミウ」                 | 櫻井敦司  | 星野英彦  | 4:34  |
| 合計時間: | 合計時間:                | 合計時間: | 合計時間: | 79:25 |

#### DISC-2
全編曲: BUCK-TICK。
| #         | タイトル                   | 作詞             | 作曲      | 時間  |
| --------- | -------------------------- | ---------------- | --------- | ----- |
| 1.        | 「GLAMOROUS」              | 櫻井敦司         | 今井寿    | 4:04  |
| 2.        | 「Baby, I want you.」      | 櫻井敦司         | 今井寿    | 4:56  |
| 3.        | 「RHAPSODY」               | 今井寿           | 今井寿    | 5:55  |
| 4.        | 「FLAME」                  | 櫻井敦司         | 今井寿    | 5:39  |
| 5.        | 「疾風のブレードランナー」 | 今井寿           | 今井寿    | 6:03  |
| 6.        | 「21st Cherry Boy」        | 櫻井敦司・今井寿 | 今井寿    | 4:30  |
| 7.        | 「極東より愛を込めて」     | 櫻井敦司         | 今井寿    | 4:30  |
| 8.        | 「Long Distance Call」     | 櫻井敦司         | 今井寿    | 5:16  |
| 9.        | 「残骸」                   | 櫻井敦司         | 今井寿    | 3:49  |
| 10.       | 「GIRL」                   | 今井寿           | 今井寿    | 4:23  |
| 11.       | 「Mona Lisa」              | 櫻井敦司         | 今井寿    | 4:29  |
| 12.       | 「幻想の花」               | 櫻井敦司         | 星野英彦  | 4:52  |
| 13.       | 「ノクターン-Rain Song-」  | 今井寿           | 今井寿    | 4:52  |
| 14.       | 「夢魔-The Nightmare」     | 櫻井敦司         | 今井寿    | 5:47  |
| 15.       | 「ROMANCE」                | 櫻井敦司         | 今井寿    | 4:32  |
| 16.       | 「DIABOLO」                | 櫻井敦司         | 今井寿    | 3:51  |
| 合計時間: | 合計時間:                  | 合計時間:        | 合計時間: | 77:28 |

### 曲解説

#### DISC1
1. HURRY UP MODE
インディーズ時代にリリースされた1stアルバム『HURRY UP MODE』タイトル曲。
2. SEXUAL×××××!
2ndアルバム『SEXUAL×××××!』タイトル曲。
3. PHYSICAL NEUROSE
3rdアルバム『SEVENTH HEAVEN』収録曲。
4. JUST ONE MORE KISS
1stシングル。
5. スピード
3rdシングル。6thアルバム『狂った太陽』のバージョン。
6. さくら
6thアルバム『狂った太陽』収録曲。
7. JUPITER
5thシングル。
8. ANGELIC CONVERSATION
4thアルバム『TABOO』収録曲の再録ヴァージョン。4thシングル「M・A・D」のカップリングに収録。
9. ICONOCLASM
4thアルバム『TABOO』収録曲の再録ヴァージョン。セルフカバーアルバム『殺シノ調べ This is NOT Greatest Hits』収録。
10. 悪の華
2ndシングルの再録ヴァージョン。セルフカバーアルバム『殺シノ調べ This is NOT Greatest Hits』収録。
11. ドレス
6thシングル。
12. 鼓動
9thシングル。
13. 唄
8thシングル。8thアルバム『Six/Nine』収録のアルバムヴァージョン。
14. キャンディ
11thシングル。
15. COSMOS
9thアルバム『COSMOS』タイトル曲。
16. MY FUCKIN' VALENTINE
10thアルバム『SEXY STREAM LINER』収録曲。
17. ミウ
16thシングル。

#### DISC2
1. GLAMOROUS
17thシングル。
2. Baby, I want you.
11thアルバム『ONE LIFE,ONE DEATH』収録曲。
3. RHAPSODY
11thアルバム『ONE LIFE,ONE DEATH』収録曲。
4. FLAME
11thアルバム『ONE LIFE,ONE DEATH』収録曲。
5. 疾風のブレードランナー
12thアルバム『極東 I LOVE YOU』収録曲。
6. 21st Cherry Boy
18thシングル。
7. 極東より愛を込めて
19thシングル。
8. Long Distance Call
12thアルバム『極東 I LOVE YOU』収録曲。
9. 残骸
20thシングル。
10. GIRL
20thシングル「残骸」のカップリング曲。
11. Mona Lisa
13thアルバム『Mona Lisa OVERDRIVE』収録曲。
12. 幻想の花
21stシングル。初アルバム収録。
13. ノクターン-Rain Song-
21stシングル「幻想の花」のカップリング曲。初アルバム収録。
14. 夢魔-The Nightmare
14thアルバム『十三階は月光』収録曲。
15. ROMANCE
22ndシングル。
16. DIABOLO
22ndシングル「ROMANCE」のカップリング曲。

## 参加ミュージシャン
- 櫻井敦司 - ボーカル
- 今井寿 - ギター、ノイズ、エレクトロニクス、コーラス
- 星野英彦 - ギター、コーラス
- 樋口豊 - ベース
- ヤガミトール - ドラムス